# Bucculatrix galeodes
Bucculatrix galeodes är en fjärilsart som beskrevs av Edward Meyrick 1913. Bucculatrix galeodes ingår i släktet Bucculatrix och familjen kronmalar. Inga underarter finns listade i Catalogue of Life.